# Flash (empresa)
A Flash é uma plataforma de gestão da jornada de trabalho que oferece soluções completas para benefícios, despesas corporativas e gestão de pessoas. Pioneira no mercado de benefícios flexíveis no Brasil, a empresa ajuda a desburocratizar processos corporativos para que os colaboradores possam aproveitar ao máximo o seu potencial no que é mais importante.
Com sede em São Paulo, foi fundada em 2019 por Ricardo Salem, Pedro Lane e Guilherme Lane. Em 2023, a Flash foi a primeira empresa de benefícios flexíveis a receber autorização do Banco Central para atuar como instituição de pagamento.
A Flash está entre as cinco maiores operadoras de benefícios do país. Entre seus investidores, estão: Battery Ventures, Whale Rock, Tencent, Tiger Global.
“Temos como missão flexibilizar e otimizar processos corporativos complexos, tornando a jornada de trabalho dentro das empresas mais leve. Por isso, decidimos dar o próximo passo, centralizando nossos serviços em um único lugar. De forma simples, nossos clientes poderão acessar todas as soluções no mesmo lugar”, diz Ricardo Salem, CEO da Flash.

## História

Pedro Lane – Founder, Guilherme Lane – Founder & CTO, Ricardo Salem – Founder & CEO da Flash

Os irmãos Pedro e Guilherme Lane, junto com Ricardo Salem, cultivaram uma amizade desde a infância até a vida adulta, mesmo com caminhos profissionais distintos. Pedro é formado em direito, Guilherme trabalhava com TI e Ricardo, formado em engenharia, atuava com negócios.
Influenciado por sua família com histórico empreendedor, Pedro decidiu abrir sua agência de publicidade. Ao passo que buscava benefícios para sua equipe, se deparou com os desafios de um mercado de benefícios burocrático e que não atendia as reais necessidades das empresas e dos colaboradores.
A possibilidade de um cartão único que unisse todos os segmentos, alimentação e refeição, em um modelo descomplicado e com uso digital, foi o ponto de partida para a criação da Flash.
Antes do desenvolvimento do produto, era necessário estar em completa conformidade com as regulamentações, a regulação bancária, para movimentação do dinheiro, e a regulação trabalhista, aplicada aos benefícios para o CLT.
Por meio de pesquisas e entrevistas, os empreendedores descobriram o código MCC (Merchant Category Code) ou CCE (Código de Categoria do Estabelecimento), que define o negócio pela característica fornecida de bens e/ou serviços. Com isso, o saldo do benefício contratado poderia ser utilizado em estabelecimentos com MCC/CCE atribuídos à finalidade do benefício.
Em 2019, a Flash desenvolveu o primeiro cartão de benefícios com bandeira Mastercard do país, vinculado a um aplicativo e uma plataforma de gestão, lançou o produto para o mercado.
Entre 2020 e 2021, a empresa criou benefícios complementares, como auxílio home office e premiações.
Em 2022, levantou 100 milhões de dólares em uma rodada de investimento liderada pelos fundos Battery Ventures e Whale Rock, um dos maiores aportes levantados por uma empresa do setor no país.
Em agosto de 2022, a Flash adquiriu a ExpenseOn, concretizando a entrada no setor de despesas. No mesmo ano, foi lançada a plataforma Flash People para gestão de pessoas com soluções para admissão, treinamento, engajamento e organograma.
Em fevereiro de 2023, adquiriu a FolhaCerta, plataforma de controle de ponto e jornada do colaborador, além do lançamento de novas ferramentas de desligamento, performance e people analytics na plataforma de gestão de pessoas. Também entrou para a lista da Distrito, como a primeira empresa de benefícios brasileira com potencial para se tornar unicórnio.
Em outubro de 2023, a Flash integrou as suas soluções, tornando-se uma plataforma de gestão da jornada de trabalho, com soluções para a gestão de benefícios, despesas e pessoas. Além disso, no mesmo ano, tornou-se a primeira empresa de benefícios flexíveis a receber a autorização do Banco Central para operar como Instituição de Pagamento.
Em novembro de 2023, a funcionalidade da carteira digital foi disponibilizada para usuários com dispositivos com sistema Android, a integração com a carteira Google Pay permitiu realizar pagamentos via aproximação do celular nas máquinas de cartão.
Em janeiro de 2024, iniciou os programas Revenda+ Flash e Indica&Voa Flash. O primeiro funciona como um programa de afiliação, no qual os afiliados recebem uma comissão pelas vendas geradas para as empresas parceiras. O segundo é um programa de indicação de potenciais clientes para a Flash.
Em março de 2024, foi lançado o Flash Encanta, um marketplace com parceiros que oferecem descontos e ofertas para os usuários.
Em abril de 2024, a Flash anunciou parceria com a Visa e emitiu mais de 1 milhão de novos cartões com a nova bandeira. Em agosto, foi anunciado a interação do cartão digital com a Apple Pay, carteira digital para dispositivos com sistema iOS.
Em junho de 2024, a Flash anunciou que atingiu 1 milhão de usuários do cartão, se tornando a primeira empresa empresa de benefícios flexíveis a alcançar essa marca.

### Multibenefícios
O cartão multibenefícios é uma solução corporativa de pagamento de benefícios para os colaboradores de uma companhia. O saldo e a flexibilidade são determinados pelas empresas, que optam pelo saldo exclusivo ou flexível em diferentes categorias, como refeição, alimentação, saúde, mobilidade, cultura, educação, entre outros. O cartão é bandeirado Visa e é aceito em mais de 12 milhões de lugares no Brasil, e internacionalmente em mais de 130 milhões de estabelecimentos. O controle do saldo pode ser acompanhado pelo usuário via aplicativo da Flash.
O Programa de Alimentação do Trabalhador (PAT), política do governo brasileiro regulamentada pela Lei nº 6.321/76, incentiva as empresas a oferecerem benefícios alimentares de forma subsidiada para promover qualidade nutricional aos trabalhadores.
A Flash está cadastrada no PAT, que garante segurança jurídica para as empresas que contratam seus serviços. Com isso, há um saldo fixo destinado às categorias de vale-alimentação e vale-refeição.
Dentre as principais regras do PAT, existem dois modelos de práticas:
1. Arranjo Aberto: o cartão de benefícios é bandeirado e pode ser utilizado em todos os estabelecimentos que aceitam a bandeira.
2. Arranjo Fechado: a empresa estabelece parcerias com estabelecimentos específicos ou fornece seus próprios serviços de alimentação. O cartão de benefícios é aceito apenas em negócios credenciados.

### Aquisições e M&As
Em 2022, a Flash anunciou a sua 1ª aquisição após aporte de US$ 130 milhões de investidores. Adquiriu a ExpenseOn, startup de gestão de despesas e viagens corporativas que faz o gerenciamento de prestação de contas de forma automatizada. O primeiro M&A da empresa consolidou sua entrada no segmento de despesas corporativas.
Em 2023, adquiriu a FolhaCerta, startup que oferece uma plataforma completa para gestão de ponto, escalas e férias dos colaboradores. A aquisição foi incorporada ao conjunto de produtos ofertados para o setor de recursos humanos.
A Flash demonstrou intenção de complementar e expandir os seus serviços oferecidos com os M&As realizados.

## Reconhecimento e prêmios

### 2024
- Linkedin Top Startups São Paulo
- 2º Pesquisa Melhor RH – The Best Brands 2024, categoria Benefício Alimentação e Refeição
- 27ª Top Of Mind de RH - Top 5 empresas na categoria Benefícios Flexíveis/Refeição

### 2023
- Linkedin Top Startups
- 26ª Top Of Mind de RH - Top 5 empresas
- Lion Cannes - primeiro Leão de Ouro do Festival Internacional de Criatividade Cannes Lions com a Campanha “Flash na Amarelinha”
- D&AD Awards 2023 com a Campanha “Flash na Amarelinha
- Effie Awards Brasil 2023
  - Campanha B2B Flash: o fim do Boring2Boring” da FCB Brasil
  - Campanha “Flash na Amarelinha” da FCB Brasil

### 2022
- 25ª Top of Mind de RH - 1º lugar na categoria Cartão de Benefício/Refeição

## Campanhas e influenciadores
A primeira campanha nacional, “Com Flash dá”, foi divulgada em dezembro de 2021 em parceria com a agência FCB Brasil e exposta em sites, TV, redes sociais e ações de merchandising. O anúncio tinha o objetivo de demonstrar que a solução oferecida pela empresa vai além do vale-refeição e vale-alimentação. A campanha utilizou o recurso da música para mostrar as possibilidades que a Flash propõe para empresas e colaboradores por meio dos benefícios flexíveis.
Em agosto de 2022, realizou uma ação na novela Pantanal, na Rede Globo. Ao longo de cinco semanas, a ação apresentou os atributos do cartão multibenefícios da Flash através dos personagens da novela. A ação foi desenvolvida em parceria com a Globo e a agência FCB Brasil.  
Em novembro de 2022, a Flash anunciou a campanha “Flash na Amarelinha”, criada pela FCB Brasil, no período da Copa do Mundo de 2022. A ação premiava as 100 primeiras pessoas que estampavam o nome da marca em suas camisetas do Brasil e utilizavam a hashtag #FlashNaAmarelinha no Instagram.  
Em junho de 2023, a Flash conquistou o seu primeiro Leão de Ouro do Festival Internacional de Criatividade Cannes Lions com a campanha “Flash na Amarelinha” que foi premiada na categoria Social Media do festival.
Em agosto de 2024, lançada durante o CONARH, a campanha intitulada “Daqui de Cima” fez com que os profissionais de RH "voassem" em seus trabalhos ao utilizarem a plataforma Flash.
Em outubro de 2024, a campanha que explora o conceito “Quer benefício de verdade? A Flash entrega” apresenta a Flash como especialista em soluções de benefícios para empresas.
A Flash já realizou parcerias com influenciadores digitais em publicidades veiculadas nas redes sociais. Os principais nomes são Lorrane Silva, conhecida como Pequena Lo, Matheus Costa, Diego Cruz, entre outros.

## Produtos e serviços
A Flash oferece um software de gestão para o RH e o Financeiro.

### Gestão de Benefícios
Plataforma de gestão dos benefícios, que permite às empresas oferecerem até 8 categorias de benefícios diferentes para os seus colaboradores.
Para o colaborador, o cartão também é vinculado a um aplicativo, que permite visualizar o saldo e extrato, além da possibilidade de comprar vouchers em parceiros com o saldo do benefício.
A Flash oferece os benefícios de vale-alimentação e refeição, saúde, mobilidade, educação, cultura, vale transporte e o auxílio home office, que permite pagamento de boletos, como contas de luz, internet, telefone e compras de materiais de escritório.  
Possui segurança jurídica, permitindo que a organização defina a quantia destinada ao vale-alimentação e refeição, que são benefícios obrigatórios, e o saldo que pode ser utilizado de maneira flexível nas demais categorias.
O cartão bandeira Visa é aceito em 12 milhões de estabelecimentos nacionais e 130 milhões internacionais. O cartão virtual permite a integração com a Carteira do Google e Apple Pay.
O Flash Encanta, disponibilizado no aplicativo e na plataforma, é um marketplace de parceiros de diferentes segmentos como bem-estar, mobilidade, alimentação, educação, logística, tecnologia e finanças. Para as empresas, conta com uma rede de parceiros com produtos e serviços destinados às rotinas de trabalho e parceiros de saúde e bem-estar com objetivo de agregar valor ao pacote de benefícios. Para os colaboradores há promoções, vouchers e cupons de desconto em lojas parceiras.
A Flash, em parceria com a fintech Paketá, também oferece Empréstimo Consignado como um de seus produtos. O objetivo é beneficiar a saúde financeira dos trabalhadores.

### Gestão de Pessoas
Plataforma para gestão de pessoas, com soluções desde o processo de admissão de novos candidatos até o desligamento de colaboradores.
As funcionalidades desta solução incluem:  
1. Admissão e desligamento:  comunicação automatizada com o candidato que permite fluxos de envio de carta proposta, coleta personalizada de documentos de acordo com cada tipo de contratação, notificações e status de contratação e pendências, preenchimento automático e assinatura de contratos online;
2. Controle de jornada: customização das regras de jornada e marcação de ponto, controle e registro das horas trabalhadas, gestão do espelhos, gestão de escalas e banco de horas, gestão de férias individual e coletiva, integração com folha de pagamento, distribuição de holerite e assinatura eletrônica de espelhos e outras soluções de acompanhamento da jornada de trabalho;
3. Treinamento e desenvolvimento: criação e disponibilização de treinamentos direcionados por departamentos e cargos. Possibilidade de monitoramento do desempenho dos participantes, status de progresso, resultados nas avaliações e taxas de aprovação;
4. Performance: criação de avaliações de desempenho, calibração de notas, feedbacks e gestão dos PDIs de forma integrada e com visibilidade para RH, gestores e colaboradores;
5. Engajamento e retenção: comunicação e pesquisas para acompanhar o engajamento dos colaboradores que impactam produtividade, satisfação e turnover. Há disponibilizados alguns modelos prontos, como eNPS e Engaja S/A;
6. Organograma: criação e gestão da estrutura organizacional da empresa;
7. Relatório de dados: Gráficos sobre crescimento da empresa, rotatividade, tempo de empresa e informações compiladas sobre perfil demográfico dos colaboradores que atuam na empresa.

### Gestão de Despesas
Solução completa que conta com um cartão corporativo inteligente integrado a uma plataforma de gestão de despesas corporativas. Automatiza processos manuais e centraliza as informações na plataforma Flash, oferecendo mais controle e eficiência para as empresas.
O colaborador tem em mãos um único cartão, que pode ser utilizado tanto na função de benefícios quanto na função de cartão corporativo. Para escolher qual função utilizar, basta um clique no aplicativo da Flash.
As soluções de gestão de despesas e para empresas são:
1. Cartão corporativo inteligente: Cartão pré-pago, gratuito e sem anuidade, com configuração de regras de uso e prestação de contas simplificada através da integração com a plataforma de gestão de despesas.
2. Gestão de Despesas: Plataforma integrada com o cartão corporativo, possibilitando uma visão centralizada de todas as despesas. Conta também com notificação de prestações pendentes, leitura automática de notas, extração de relatórios analíticos, integração com ERP e gestão simplificada de reembolsos.

## Responsabilidade social

### Engaja S/A
Em 2023, a Flash fez o lançamento do Engaja S/A, o 1º Índice Nacional de Engajamento de Funcionários no Brasil, em parceria com a FGV-EAESP e o Grupo Talenses. O estudo tem o objetivo de mapear o engajamento dos colaboradores brasileiros levando em consideração os aspectos culturais do país e gerar insights práticos para os RHs.
A pesquisa ouviu 1.732 trabalhadores brasileiros, entre agosto e outubro de 2023. A metodologia considerou 6 dimensões e 31 atributos para identificar quais práticas impulsionam o engajamento dos profissionais.
O estudo revelou que 60% dos profissionais não estão engajados com as empresas nas quais trabalham. Cumprem as tarefas exigidas, mas não estão plenamente comprometidos com os objetivos da organização e não fazem esforço extra para atingirem as metas.
Outros 7% estão ativamente desengajados, ou seja, estão insatisfeitos e desmotivados a contribuírem com o sucesso organizacional.
Outro resultado mostra que os executivos estão duas vezes mais engajados em relação aos colaboradores.
Foi percebido que o baixo engajamento no Brasil está relacionado a três fatores: remuneração, oportunidades de crescimento e confiança na liderança.  

### Flash Humanidades
O Flash Humanidades é um evento proprietário da Flash que visa proporcionar um espaço de debates sobre temas atuais e relevantes para o RH, desde uma perspectiva única.
A 1º edição aconteceu em 2022, com o tema “os paradoxos do avanço tecnológico e como colocar o humano no centro desse debate”. O evento reuniu palestrantes como Raj Sisodia, co-fundador da Capitalismo Consciente; Miguel Nicolelis, neurocientista e professor da Universidade de Duke; Carol Azevedo, diretora de RH do Google para América Latina; Ana Paula Franzoti, diretora de desenvolvimento organizacional e cultura da Unilever; e Flávia Porto, diretora de RH da Yara Brasil.
Na 2º edição, em 2023, o evento discutiu como repensar a gestão de pessoas e o engajamento. Reuniu mais de 450 líderes da área de Recursos Humanos e contou com a presença de Ram Charan, considerado guru de liderança, que foi entrevistado pelo comunicador Marcelo Tas.
Nas primeiras edições, o evento contou com a cerimônia de premiação do Think Work Flash Innovations.
Na 3º edição, em 2024, o tema do evento foi “o RH na era da inteligência híbrida”. Para participar da discussão, a Flash trouxe ao Brasil Dave Ulrich, pai do RH moderno, e Kate Darling, cientista e pesquisadora do MIT e líder de ética e sociedade no Boston Dynamics AI Institute. Reuniu 400 líderes da área de Recursos Humanos e contou com a presença também de Caco Barcellos, repórter e escritor premiado.